# خوزه لوئیس کلرک
 خوزه لوئیس کلرک (انگلیسی: José Luis Clerc؛ زاده ۱۶ اوت ۱۹۵۸) تنیس‌باز اهل آرژانتین است.